# Zio Paperone e il disastro paperopolese
Zio Paperone e il disastro paperopolese (Uncle Scrooge - Duckmade disaster) è una storia a fumetti della Disney scritta da Carl Barks, che ha avuto diverse realizzazioni grafiche.

## Storia
Dopo il pensionamento, Carl Barks tornò a lavorare per la Western, su insistenza di Chase Craig, realizzando una serie di sceneggiature, poi finite nelle mani di anonimi disegnatori. Anche questa, come molte altre, finì tra le mani di Kay Wright, che pur restando un bravo disegnatore, non aveva la forza evocativa del Barks dei giorni migliori.
La storia narra di una rivolta cittadina ai danni di Paperone, accusato di aver costruito il suo deposito sopra un monumento storico per la città di Paperopoli, ossia la casa di Cornelius Coot (in realtà lo stesso Barks aveva spiegato, in Zio Paperone e il pozzo dei dollari, che il deposito è situato dove un tempo sorgeva quel Forte Paperopoli più volte menzionato nelle sue storie, che secondo Don Rosa è stato utilizzato da Clinton Coot, figlio di Cornelius, come prima sede delle Giovani Marmotte).
Paperone, restio al trasferimento del deposito, vi si barrica e respinge un primo, forsennato attacco della popolazione, cui si sono unite anche le Giovani Marmotte: solo i generali Qui, Quo e Qua, nipoti del magnate, riescono a rompere l'assedio e ad entrare per sentire le ragioni dello zio.
La sua resistenza, però, non dura a lungo: i dimostranti, infatti, ritornano alla carica con l'ausilio delle carte bollate e, ingiunzione alla mano, Paperone è costretto a sloggiare.
Idea, allora, un trasporto straordinario per spostare il deposito con tutto il suo contenuto. Un oggetto di tal peso, però, attraversando il ponte sul fiume Tulebug che lo avrebbe portato fuori città, crolla con tutto il ponte e finisce nel letto del corso d'acqua, senza però bloccarlo: resta, infatti, sospeso sopra la superficie dell'acqua, fermato dalle pareti del canyon. Il fiume, durante la notte, si ingorssa, e l'acqua resta inevitabilmente bloccata fino a che non diventa così forte da portare con sé anche il deposito. La città sarà allagata e il deposito ritornerà al suo posto, sulla Collina Ammazzamotori, mentre il ricco papero dovrà vedersela con la cittadinanza, che però non sarà infuriata, ma anzi lo porterà in trionfo. Infatti la grande quantità d'acqua finita in città ha permesso di ripulire completamente la discarica comunale, scoprendo la dimora originale del fondatore della città, finita proprio là sotto.

## Arriva Jippes
Nel 1992, però, Daan Jippes prende in mano i layout di Barks così malamente trattati e inizia a realizzare delle versioni filologicamente corrette con un tratto anche più dinamico e duro di quello di Barks. I paperi di Jippes escono letteralmente fuori dalle tavole e spesso ritornano quegli inside joke che il "Maestro dell'Oregon" è solito inserire tra le vignette delle storie e che sono presenti nelle sue sceneggiature, ma che per scelta del disegnatore o, più spesso, per scelta di Craig non si trovano nella versione originale della storia. Nel caso del Disastro paperopolese Jippes recupera l'autocaricatura di Barks, che ritrae sé stesso tra la folla di manifestanti che protestano contro Paperone e il suo deposito.